# Précisionnisme

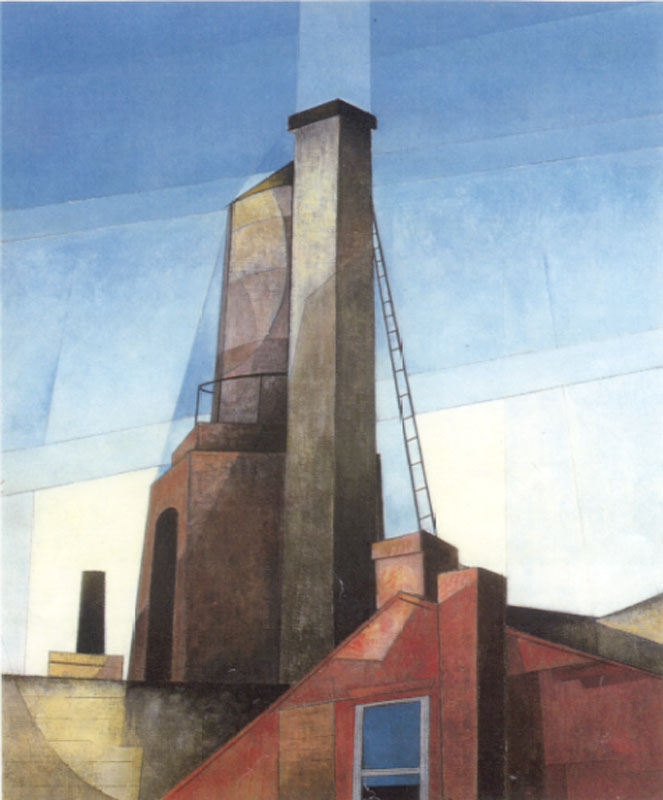
Charles Demuth, Aucassin and Nicolette (1921).

Le précisionnisme est un mouvement artistique moderniste apparu aux États-Unis après la Première Guerre mondiale, au début des années 1920. Influencés par le cubisme, le purisme et le futurisme, les artistes précisionnistes réduisent leurs sujets à leurs formes géométriques essentielles, éliminent les détails et utilisent souvent des plans de lumière pour créer une impression de netteté et suggérer la finesse et l'éclat des formes mécaniques. Au sommet de sa popularité dans les années 1920 et au début des années 1930, le précisionnisme célèbre le nouveau paysage américain de gratte-ciels, de ponts et d'usines sous une forme qui a également été appelée « cubisme-réalisme ».
Le terme « précisionnisme » a été inventé pour la première fois au milieu des années 1920, probablement par le directeur du Museum of Modern Art, Alfred H. Barr , ou selon Amy Dempsey, par Charles Sheeler, . Les peintres travaillant dans ce style sont également connus sous le nom d'« Immaculés », terme le plus couramment utilisé à l'époque.
Ce mouvement a pour principaux représentants Charles Demuth, Elsie Driggs et Charles Sheeler. Une partie de l'œuvre de Georgia O'Keeffe, dont le mari Alfred Stieglitz fut aussi impliqué, peut aussi être associée à ce courant.
Edward Hopper n'est pas à proprement parler un précisionniste, mais son style en présente quelques caractéristiques. Certaines œuvres (notamment J'ai vu le chiffre 5 en or de Demuth) influenceront aussi bien plus tard le Pop Art.
Le style précisionniste se caractérise par une représentation cubiste mais figurative (cubo-réalisme). Les thèmes sont souvent des paysages industriels et urbains (cheminées d'usines, bâtiments, châteaux d'eau) représentés de façon cubiste, parfois proche de l'abstraction mais parfois réalistes voire photoréalistes. D'autre part, ces représentations figuratives idéalisées sont généralement vides de toute présence humaine.
Le précisionnisme n'eut pas un grand retentissement en dehors des États-Unis. À vrai dire, les artistes cités étaient un groupe très restreint, particulièrement actif dans les années 1920 et 1930, et organisèrent quelques expositions communes. Par ailleurs aucun manifeste ne fut créé pour ce mouvement.

## Peintres précisionnistes
- George Ault
- Ralston Crawford
- Charles Demuth
- Preston Dickinson
- Elsie Driggs
- Gerald Murphy
- Georgia O'Keeffe
- Charles Sheeler
- Niles Spencer
- Joseph Stella